# Heilwolle
Heilwolle ist naturbelassene Schafwolle mit Restfettgehalt. Sie enthält Wollwachs (Lanolin), das hautpflegende Eigenschaften hat. Normalerweise muss für die Weiterverarbeitung von Wolle das Lanolin entfernt werden. Dies geschieht durch Waschen im heißen Wasser unter Zugabe von Soda. Heilwolle hingegen wird lediglich in maximal 50 °C warmen Wasser gewaschen und kardiert. Sie wird traditionell verwendet bei entzündlichen und nässenden Wunden, entzündeten Brustwarzen durch Stillen, Windeldermatitis und Dekubitus. An der Nordseeküste steckten sich die Bauern naturbelassene Schafwolle auch in die Ohren, als Schutz gegen den Wind; gegenüber gewaschener Wolle führt rohe Wolle weniger zu Hautirritationen im Ohr.